# WCW vs. the World
WCW vs. The World var et videospil til Playstation konsollen, der blev udgivet af THQ og udviklet af Aki Corporation, fra 1997. Det var det første WCW spil nogensinde. 

## Baggrund
Chris Benoit, Dean Malenko, Eddy Guerrero, The Giant, Hulk Hogan, Jeff Jarrett, Lex Luger, Lord Stephen Regal, Masahiro Chono, Ric Flair, Rick Steiner, Scott Steiner, Sting og Ultimo Dragon fra WCW medvirkede alle. Men derudover medvirkede også mange opdigtede wrestlere, der dog alle repræsenterede rigtige wrestlere – nogle mere tydelige end andre. Grunden til navneændringerne var for at undgå problemer med copyright til navnene. F.eks. medvirkede TAKA Michinoku som Black Belt, Kenta Kobashi som Sam Song, Tiger Mask som Jaguar Mask, Terry Funk som Major Tom og Keiji Mutoh som Mongol.